# Hydrogenophilaceae
Los Hydrogenophilaceae son una pequeña familia del filo Pseudomonadota. Las especies Hydrogenophilus son termófilas, creciendo a alrededor de  50 °C  y obteniendo su energía de la oxidación de hidrógeno.  Otro  género, Thiobacillus, fue redefinido para incluir solo aquellas especies beta proteobacteria.  Otros miembros de Thiobacillus fueron transferidos a Acidithiobacillus, Halothiobacillus y a Thermithiobacillus, ahora colocados en otras familias.
Thiobacillus es  usado como control de plagas, e.g. cancros de la papa, donde no tolera condiciones ácidas.  Si una zona afectada es tratada con sulfuros y Thiobacillus, las  bacterias oxidarán al sulfuro hacia  ácido sulfúrico,  destruyendo la peste.